# Аганин, Марк Абрамович
Марк Абрамович Аганин (1876, Одесса — 1940, Одесса) — русский и советский геофизик. Магистр физической географии, доктор физико-математических наук (без защиты диссертации), профессор (1922), член-корреспондент АН УССР (1939).

## Биография
Родился в Одессе 30 сентября (12 октября) 1876 года в караимской мещанской семье. В 1885 году поступил в подготовительный класс Второй одесской гимназии, которую закончил 1894 году с серебряной медалью. В 1898 году окончил с дипломом первой степени математическое отделение физико-математического факультета Императорского Новороссийского университета в Одессе. В 1904 году окончил механическое отделение Санкт-Петербургского технологического института.
С 1904 года работал лаборантом кафедры сопротивления материалов Варшавского политехнического института, где оборудовал отличную учебную и научную лабораторию. В 1906—1913 годах был наблюдателем Магнито-метеорологической обсерватории Новороссийского университета. Кроме этого он, с 1908 года, — преподаватель Высших женских курсов и реального училища в Одессе. Кроме того, начал читать лекции по гидрометеорологии в Новороссийском университете. В 1908—1909 гг. находился на стажировке в метеорологических обсерваториях Санкт-Петербурга и Киева. В 1910 году сдал экзамен на степень магистра физической географии.
В 1913—1914 гг. готовился к профессорскому званию в Гайдельбергском университете — в лаборатории Ленарда.
В 1915—1918 гг. руководил Павловским отделом Главной геофизической обсерватории России и преподавал на Петроградских высших женских курсах.
По возвращении в Одессу занимал должность старшего физика в области земного магнетизма Одесской геофизической обсерватории и, по совместительству, Николаевской главной физической обсерватории. С 1919 года был приват-доцентом Новороссийского университета.
Звание профессора М. А. Аганин получил в 1922 году, тогда же он возглавил кафедру физики Одесского политехнического института. Одновременно продолжал работать в Геофизической обсерватории, которая была отделена от университета при его реорганизации. В обсерватории профессор М. А. Аганин руководил отделом актинометрии и земного магнетизма.
В 1931—1935 гг. руководил магнитной съёмкой территории Украины. Организовал магнитное измерения 1500 пунктов и впервые составил магнитную карту Украины. Провёл магнитную съёмку Черноморского и Азовского побережья.
В 1939 года был избран членом-корреспондентом АН УССР.
В 1939—1940 гг. преподавал в Одесском университете.
Умер 25 декабря 1940 года в поезде, когда возвращался в Одессу после научной командировки. Похоронен в Одессе.

## Научная деятельность
Был специалистом по физике образованием осадков и земного магнетизма. Особенно интересовала проблема управления дождями, формирование дождевых капель. Изучал механизм слияния капель и теоретически объяснил закон Б. Келлера. Изучал образования росы и туманов, начало теорию искусственного воздействия на облака и туманы. Построил прибор для измерения излучения ночного неба. В 1931 году восстановил регистрацию потенциала электрического поля Земли. Основал Магнитную обсерваторию в селе Степановка в 60 км от Одессы. Её открыто в 1939 году.

## Награды
- Орден Святой Анны 3-й степени (1917)[2].

## Сочинения
- Отчет о занятиях по атмосферному электричеству в течение летних месяцев 1907—1908 годов / М. А. Аганин // Тр. метеорол. сети юго-запада России. — Одесса, 1908. — С. 242—244.
- Новая установка вариационных магнитных приборов на обсерватори и результаты магнитных измерений в 1909 и 1910 годах / М. А. Аганин // Ежегодник магнето-метеорол. обсерватори ИНУ, 1910. — Одесса, 1911. — С. 183—197.
- Подъём метеорографа на змеях в международные дни 1910 г. / М. А. Аганин, И. Я. Точидловский // Ежегодник магнето-метеорол. обсерватори ИНУ, 1910. — Одесса, 1911. — С. 199—211.
- Історичний нарис магнетового відділу Одеської магнетово-метеорологіної обсерваторії / М. А. Аганін // Інформ. бюл. Укрмета. — 1924. — Т. 3, ч. 10/12. — С. 204—210.
- Магнитное изучение Украины / М. А. Аганин // Сб. по производительным силам Украины. — 1925.
- Що нам відомо про хмари та дощ / М. А. Аганін // Погода й життя. — 1930. — № 10/11. — С. 197—204.
- Дещо з таємниці утворення дощової краплі / М. А. Аганін // Вісн. метеорології та гідрології. — 1935. — № 11/12. — С. 1-12.
- Ночное лучеиспускание в Одессе / М. А. Аганин // Проблемы микроклиматологии и микроклиматерапии. — Одесса, 1935. — С. 161—169.
- Законы слияния капель воды / М. А. Аганин // Журн. Геофизики. — 1936. — Т. 5, вып. 4. — С. 409—443.
- Влияние примесей к воде и атмосферы на процесс слияния капель / М. А. Аганин // Изв. АН СССР. Сер. георг. и геофиз. — 1940. — № 3. — С. 305—334.